# Yanou
Yanou (eigentlicher Name Yann Peifer; * 1974 in Bad Kreuznach) ist ein deutscher DJ und Musikproduzent.

## Musikkarriere
In der zweiten Hälfte der 1990er Jahre machte Peifer erstmals auf sich aufmerksam, als er zusammen mit Michael Urgacz als Beam & Yanou mehrere Hits in Deutschland und der Schweiz landen konnte.
2001 kam die Zusammenarbeit mit DJ Sammy und der niederländischen Sängerin Do. Gemeinsam nahmen sie den Hit Heaven von Bryan Adams aus den 1980er Jahren in einer Dance-Version auf. Damit hatten sie einen Nummer-1-Hit in Großbritannien und erreichten unter anderem in Deutschland und den USA die Top 10.
In den Niederlanden betätigte er sich daraufhin als Produzent bei den Idols-Kandidaten.
Daneben gründete er zusammen mit DJ Manian und Natalie Horler als Sängerin das Projekt Cascada. 2004 hatte das Trio mit Miracle den ersten internationalen Hit und im Jahr darauf kam mit Everytime We Touch, das ähnlich erfolgreich war wie Heaven, der weltweite Durchbruch.
Manian und Yanou gründeten 2005 ihr eigenes Label Zooland Records, mit dem sie nicht nur Cascada und andere eigene Projekte vermarkten, sondern auch andere Dance-Interpreten.
Weitere Künstler, mit denen Yanou zusammenarbeitete und Singles veröffentlichte, sind Liz Kay, Yves Larock und der Rapper Tony T, mit dem er 2007 zusammen mit Manian das Projekt R.I.O. startete.

## Diskografie
Singles

| Jahr | Titel Projekt                                         | Höchstplatzierung, Gesamtwochen, AuszeichnungChartplatzierungen (Jahr, Titel, Projekt, Platzierungen, Wochen, Auszeichnungen, Anmerkungen) | Höchstplatzierung, Gesamtwochen, AuszeichnungChartplatzierungen (Jahr, Titel, Projekt, Platzierungen, Wochen, Auszeichnungen, Anmerkungen) | Höchstplatzierung, Gesamtwochen, AuszeichnungChartplatzierungen (Jahr, Titel, Projekt, Platzierungen, Wochen, Auszeichnungen, Anmerkungen) | Höchstplatzierung, Gesamtwochen, AuszeichnungChartplatzierungen (Jahr, Titel, Projekt, Platzierungen, Wochen, Auszeichnungen, Anmerkungen) | Höchstplatzierung, Gesamtwochen, AuszeichnungChartplatzierungen (Jahr, Titel, Projekt, Platzierungen, Wochen, Auszeichnungen, Anmerkungen) | Anmerkungen                                                  |
| Jahr | Titel Projekt                                         | DE | AT | CH | UK | US | Anmerkungen                                                  |
| ---- | ----------------------------------------------------- | --- | --- | --- | --- | --- | ------------------------------------------------------------ |
| 1997 | On y va mit Michael Urgacz als „Beam & Yanou“         | DE72 (8 Wo.)DE | — | — | — | — | Erstveröffentlichung: 8. August 1997                         |
| 1998 | Paraíso mit Michael Urgacz als „Beam & Yanou“         | DE74 (4 Wo.)DE | — | — | — | — | Erstveröffentlichung: 21. September 1998                     |
| 2000 | Rainbow of Mine mit Michael Urgacz als „Beam & Yanou“ | DE30 (6 Wo.)DE | — | CH84 (1 Wo.)CH | — | — | Erstveröffentlichung: 17. Januar 2000                        |
| 2000 | Sound of Love mit Michael Urgacz als „Beam & Yanou“   | DE64 (5 Wo.)DE | — | CH90 (2 Wo.)CH | — | — | Erstveröffentlichung: 17. Juli 2000                          |
| 2001 | The Free Fall mit Michael Urgacz als „Beam & Yanou“   | DE74 (2 Wo.)DE | — | — | — | — | Erstveröffentlichung: 5. März 2001                           |
| 2001 | Heaven DJ Sammy & Yanou feat. Do                      | DE10 (13 Wo.)DE | AT16 (14 Wo.)AT | CH39 (12 Wo.)CH | UK1 ×2Doppelplatin · (31 Wo.)UK | US8 Gold · (27 Wo.)US | Erstveröffentlichung: 3. November 2001 Verkäufe: + 2.035.000 |
| 2002 | On and On Yanou presents Do                           | DE68 (3 Wo.)DE | — | — | — | — | Erstveröffentlichung: 18. August 2002                        |